# قنطريون ملكي
القنطريون الملكي واسمه العلمي (باللاتينية: Centaurea regia) نوع نباتي ينتمي إلى جنس القنطريون من الفصيلة النجمية.

## الموئل والانتشار
موطنه بلاد الشام وتركيا.